# Ośrodek Rehabilitacji Zwierząt w Warszawie
Ośrodek Rehabilitacji Zwierząt w Warszawie – placówka przeznaczona do leczenia i rehabilitacji zwierząt dziko żyjących, które wymagają okresowej opieki człowieka w celu przywrócenia ich do środowiska przyrodniczego działająca w strukturze Lasów Miejskich – Warszawa. Jest to jedyna tego typu placówka działająca na terenie stolicy (zajmująca się dzikimi ssakami). 
Ośrodek Rehabilitacji Zwierząt został założony w listopadzie 2008 roku. Do 2015 r. siedziba Ośrodka mieściła się w Ogrodzie Botanicznym w Powsinie, natomiast w grudniu 2015 roku placówka została przeniesiona do siedziby Lasów Miejskich – Warszawa, która znajduje się w kompleksie leśnym Las Sobieskiego w Wawrze.